# Tau križ
Tau križ (lat. Crux Commissa),  križ svetog Antuna Pustinjaka te križ svetog Franje Asiškog.
Simbol Tau odgovara posljednjem slovu hebrejske abecede (glasi "taw") i devetnaestom slovu grčke abecede (glasi "tau"). U kasnijem pismovnom znakovlju Europljana ovo slovo poprima oblik T. Također je bio simbol korišten u drugim kulturama poput egipatske (simbol vječnoga života Ankh, lat. Crux Ansata).

## Spominjanje u Bibliji
Prvi spomen u Bibliji nalazimo kod proroka Ezekiela. Grad Jeruzalem u njegovo vrijeme bio je preplavljen poganskim kultovima, narod se odmetnuo od Boga. Zbog ovakve uvrede naroda, Jahve je odlučio uništiti grad. Poslao je jednog čovjeka s naredbom: "Prođi posred grada Jeruzalema i upiši znak ‘tau’ na čelo svih koji zapomažu i uzdišu nad grozotama počinjenima u Gradu". Šestorici ljudi Bog je, pak, poručio: "Pođite za njim Gradom i ubijajte bez milosrđa! Oči vaše neka se ne sažale i nemajte smilovanja. Pobijte starce, mladiće, djevojke, djecu i žene; istrijebite ih sve do posljednjega. Ali na kome bude znak ‘tau’, njega ne dirajte." (Ez 9, 3-6).
Ostali odlomci Biblije, koji se odnose na Tau, spominju ga kao simbol kojim Izraelci označavaju (Izl 12,22-23) nadvratnike svojih vrata u proslavu Pashe te štap na koji Mojsije stavi mjedenu zmiju (Br 21, 9).

## Značenje
Općenito ima značenje nekakvog "znaka" koji na nešto upućuje. U starosinajskom pismu označava "biljeg", odnosno sudsku ili taksenu marku, a znači i "pečat" znak vlasništva, znak savršenstva, znak božanskog izabranja, znak križa i znak spasenja i otkupljenja po Isusu Kristu.
Za Židove kasne antike "taw" nije imao samo značenje "znaka-biljega", nego isti je završni, zaključni znak alfabeta, pa znači puninu, savršenstvo, pa i svetost. "Taw" je i prvo slovo riječi Tora, dakle Zakona i propisa. Predkršćanski "taw" također je bio znak savršenosti i cjelovitosti, tj. zaokruženosti.
I u razdoblju kršćanstva ovaj "taw" nije iščeznuo. Crkveni oci uvijek su se iznova znali baviti njime kao spasenjskim znakovljem. Već je sv. Jeronim pisao o Ezekielovu tekstu: "Tko uvijek bude nosio ovaj znak (mislio je na križ), neće biti usmrćen" tj. neće umrijeti. "Taw" sada više nije samo "znak koji bi na nešto upućivao", nego je također u isto vrijeme križevni znak ili znak križa.
Sv. Jeronim je kod svojih prijevoda Starog zavjeta s grčkog na latinski "taw" prevodio i prepisivao naprosto kao znak i kao znak križa, kakav se koristio na svjetovnom i duhovnom planu. U gospodarstvenom i u socijalnom životu križić ili "tau" važio je kao znak raspoznavanja pripadnika istoga roda, kao oznaka vlasništva (utisnut na robovima ili na stoci), a bio je rabljen i za ovjeru dokumenata, spisa, povelja, diploma. Mi bismo danas u ovom znaku prepoznali značenje "pečata-biljega".
U Ivanovu Otkrivenju nailazimo upravo i na opečaćenja, biljegovanja. "Zatim opazih jednoga drugog anđela gdje uzlazi od istoka, noseći pečat živoga Boga, i poče vikati: ‘Ne pustošite ni zemlje, ni mora, ni stabala, dok ne utisnemo pečat Boga našega na njihova čela’!" (Otk 7, 2-3) Svi tako obilježeni bili su spašeni. To je i objašnjenje za već ranokršćanski običaj da se vjernike blagoslivlja znakom križa na čelu. Origen to dokazuje kad veli da kršćani čine znak križa na čelu kad započinju neki posao, a posebice neposredno pred molitvu i prije svetih čitanja.